# Герб Полтавського району
Герб Полта́вського райо́ну — офіційний символ Полтавського району Полтавської області, затверджений рішенням Полтавської районної ради.
Автор — А. Гречило.

## Опис
Геральдичний щит заокруглений. На синьому полі золоте серце, пробите навхрест срібними стрілами вістрями вниз, обабіч — по срібній шестипроменевій зірці, вгорі — золотий лапчастий хрест.
Щит із гербом району підтримують з обох боків козаки у золотих жупанах із червоними поясами, у срібних сорочках, синіх шароварах, червоних чоботтях, у чорних шапках із червоними шликами, у руках тримають золоті списи зі срібними наконечниками і синіми прапорцями з золотими хрестами.
Щит увінчано золотою територіальною короною, під щитом йде синя стрічка з золотим написом «Полтавський район».

## Значення символіки
За основу герба району взято знак печатки однієї з сотень Полтавського полку, виявлений на одному з документів 1760 року.
У козацькій геральдиці серце, пробите стрілами уособлює хоробрість і любов до Батьківщини, а зірки означають вічність і постійність. Хрест є символом віри та пам'яті. Два козаки підкреслюють козацькі традиції краю. Стилізована золота територіальна корона вказує на приналежність Герба саме району та характеризує його рослинність.